# Tin tức

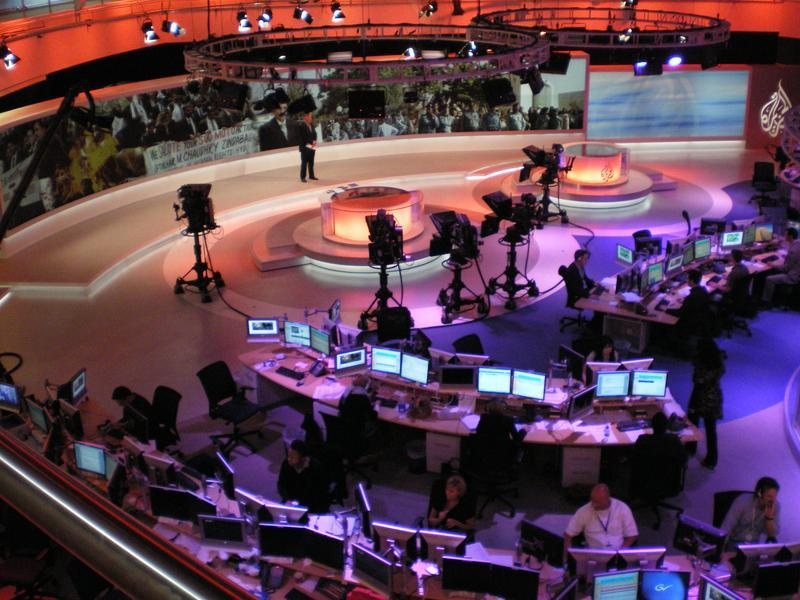
Phòng Tin tức tiếng Anh Al Jazeera, Doha, 2008

Tin tức là thông tin về các sự kiện hiện tại. Điều này có thể được cung cấp thông qua nhiều phương tiện khác nhau: truyền miệng, in ấn, hệ thống bưu chính, phát thanh truyền hình, thông tin điện tử hoặc qua lời kể của các nhà quan sát và nhân chứng cho các sự kiện.
Các chủ đề phổ biến cho các báo cáo tin tức bao gồm chiến tranh, chính phủ, chính trị, giáo dục, y tế, môi trường, kinh tế, kinh doanh, thời trang và giải trí, cũng như các sự kiện thể thao, sự kiện kỳ quặc hoặc bất thường. Các tuyên bố của chính phủ, liên quan đến các nghi lễ hoàng gia, luật pháp, thuế, y tế công cộng và tội phạm, đã được mệnh danh là tin tức từ thời cổ đại. Con người thể hiện một mong muốn gần như phổ quát để tìm hiểu và chia sẻ tin tức, điều họ thỏa mãn bằng cách nói chuyện với nhau và chia sẻ thông tin. Sự phát triển công nghệ và xã hội, thường được thúc đẩy bởi các mạng lưới truyền thông và gián điệp của chính phủ, đã tăng tốc độ tin tức có thể lan truyền, cũng như ảnh hưởng đến nội dung của nó. Thể loại tin tức như chúng ta biết ngày nay có liên quan chặt chẽ với báo viết, có nguồn gốc từ Trung Quốc, đóng vai trò như một bản tin và sự lan truyền, với báo và giấy in, đến Châu Âu.

## Ý nghĩa

### Sự mới mẻ
Như tên của nó, "tin tức" thường bao hàm việc trình bày thông tin mới. Tính mới của tin tức mang đến cho nó một chất lượng không chắc chắn, giúp phân biệt nó với các cuộc điều tra cẩn thận hơn về lịch sử hoặc các ngành học thuật khác. Trong khi các nhà sử học có xu hướng xem các sự kiện là biểu hiện liên quan đến nguyên nhân của các quá trình cơ bản, các câu chuyện tin tức có xu hướng mô tả các sự kiện một cách cô lập và loại trừ thảo luận về các mối quan hệ giữa chúng. Tin tức mô tả rõ ràng thế giới trong quá khứ hiện tại hoặc ngay lập tức, ngay cả khi các khía cạnh quan trọng nhất của một câu chuyện tin tức đã xảy ra từ lâu trong quá khứ hay dự kiến sẽ xảy ra trong tương lai. Để tạo ra tin tức, một quá trình đang diễn ra phải có một số "điểm chốt", một sự kiện trong thời gian neo nó đến thời điểm hiện tại. Liên quan, tin tức thường đề cập đến các khía cạnh của thực tế có vẻ bất thường, lệch lạc hoặc khác thường. Do đó, câu nói nổi tiếng rằng "Chó cắn người" không phải là tin tức, mà "người cắn chó" sẽ là tin tức.
Một hệ quả khác của tính mới của tin tức là, vì công nghệ mới cho phép phương tiện truyền thông mới phổ biến tin tức nhanh hơn, các hình thức truyền thông 'chậm hơn' có thể chuyển từ 'tin tức' sang 'phân tích'.

### Hàng hóa
Theo một số lý thuyết, "tin tức" là bất cứ thứ gì ngành công nghiệp tin tức bán ra. Báo chí, được hiểu rộng rãi theo cùng một nghĩa, là hành động hoặc nghề nghiệp của việc thu thập và cung cấp tin tức. Từ góc độ thương mại, tin tức chỉ đơn giản là một đầu vào, cùng với giấy (hoặc máy chủ điện tử) cần thiết để tạo ra một sản phẩm cuối cùng để phân phối ra thị trường. Một cơ quan tin tức cung cấp tài nguyên này để "bán buôn" và các nhà xuất bản nâng chất lượng của nó lên để bán lẻ.

### Giọng điệu
Hầu hết các nhà cung cấp giá trị tin tức vô tư, trung lập và khách quan, mặc dù khó có thể đưa tin mà không thiên vị về mặt chính trị. Nhận thức về các giá trị này đã thay đổi rất nhiều theo thời gian khi 'báo chí lá cải' chuyên đưa tin giật gân đã trở nên phổ biến. Michael Schudson đã lập luận rằng trước kỷ nguyên của Thế chiến I và sự gia tăng đồng thời của tuyên truyền, các nhà báo không nhận thức được khái niệm sai lệch trong đưa tin, chưa nói đến việc tích cực sửa chữa tin sai. Tin tức đôi khi cũng được cho là miêu tả sự thật, nhưng mối quan hệ này là khó nắm bắt và đạt chuẩn mực.
Nghịch lý thay, một tài sản khác thường được quy cho tin tức là chủ nghĩa giật gân, tập trung không cân xứng vào, và phóng đại, câu chuyện cảm xúc cho tiêu dùng công cộng. Tin tức này cũng không liên quan đến tin đồn, thực tiễn con người chia sẻ thông tin về những người khác cùng quan tâm. Một chủ đề giật gân phổ biến là bạo lực; do đó, một thành ngữ cho tin tức khác nói rằng "nếu tin có chảy máu, tin sẽ lên hàng đầu".

### Tin tức đáng quan tâm
Tin tức được định nghĩa là một chủ đề có đủ sự liên quan đến công chúng hoặc khán giả đặc biệt để đảm bảo sự chú ý hoặc đưa tin của báo chí.
Nhiều giá trị tin tức dường như là phổ biến trên các nền văn hóa. Mọi người dường như quan tâm đến tin tức ở mức độ mà nó có tác động lớn, mô tả các xung đột, xảy ra gần đó, liên quan đến những người nổi tiếng và đi chệch khỏi các quy tắc xảy ra hàng ngày. Chiến tranh là một chủ đề tin tức phổ biến, một phần vì nó liên quan đến các sự kiện chưa biết mà có thể gây nguy hiểm đến từng cá nhân.